# Cook's Lagoon
Cook's Lagoon är en sjö i Belize. Den ligger i distriktet Belize, i den centrala delen av landet, 40 km nordost om huvudstaden Belmopan.